# 99 (album Mafii)
99 – czwarty album zespołu Mafia wydany w 1999 roku przez BMG Poland / Zic Zac. Jest to pierwszy album po zmianie składu z nowym wokalistą Andrzejem Majewskim który promowały single: "Piaskiem w oczy", "Moja nieśmiałość" oraz "Nie ma takich miejsc".

## Lista utworów
Opracowano na podstawie materiałów źródłowych.
1. "Piaskiem w oczy" (muz. Z. Zioło; sł. R. Kurpisz) – 3:56

1. "Nie zrozumiesz tej historii" (muz. Z. Zioło; sł. G. Ciechowski) – 4:17
2. "Zostaw mi spokój" (muz. T. Bracichowicz; sł. R. Kurpisz) – 4:21
3. "Zwolnij" (muz. T. Bracichowicz; sł. G. Ciechowski) – 3:37
4. "Czy one widzą nas" (muz. T. Banaś; sł. T. Banaś) – 4:22
5. "Moja nieśmiałość" (muz. Z. Zioło; sł. G. Ciechowski) – 4:44
6. "Uśpij moją złość" (muz. Z. Zioło; sł. R. Kurpisz) – 3:26
7. "W tej mgle" (muz. Z. Zioło; sł. R. Kurpisz) – 3:55
8. "Nasze białe noce" (muz. T. Bracichowicz; sł. A. Mogielnicki) – 4:59
9. "Wulkan i lodowiec" (muz. T. Bracichowicz; sł. R. Kurpisz) – 4:07
10. "Być może tak" (muz. T. Banaś; sł. T. Banaś) – 3:47
11. "Nie ma takich miejsc" (muz. T. Bracichowicz; sł. A. Mogielnicki) – 4:48

## Muzycy
- Tomasz Banaś – gitara
- Tomasz Bracichowicz – instrumenty klawiszowe
- Marcin Korbacz – perkusja
- Andrzej Majewski – śpiew
- Paweł Nowak – gitara basowa[7]
- Zdzisław Zioło – gitara